# Trinidad
Trinidad (španělsky doslova „Trojice“), je ostrov v Karibském moři. Je to nejrozsáhlejší a nejlidnatější ostrov státu Trinidad a Tobago, je domovem 96 % obyvatel země.

## Geografie
Trinidad je nejjižnější ostrov v Karibiku a nachází se 11 km severně od pobřeží Venezuely. Rozloha ostrova je 4 769 km². Ostrov je 80 km dlouhý a 59 km široký. Je pevninského původu; oddělený od pevniny úžinou Bocas del Dragon, zálivem Paria a úžinou Boca de la Sierpe. Břehy jsou mírně členité, na severu jsou ohraničeny korálovými útesy, na jihu mangrovníky. 
Trinidadu dominuje nízko položená rovina, na východě bažinatá, se dvěma rovnoběžnými hřebeny ve vnitrozemí, vysokými až 300 m. Na severu je pohoří až 940 m vysoké (masiv Aripo) pokračováním pobřežní Kordillery z Venezuely. Podél jižního pobřeží jsou bahenní sopky. Na ostrově jsou ložiska přírodního asfaltu (např. La Brea Pitch Lake), ropy (pobřeží na jihozápadě a jihovýchodě) a zemního plynu.

## Historie
| „ | Cestou z Pitch Laku do města Port of Spain předvedl jsem čtenáři aspoň letmo ráz přímořského kraje, jeho neplodné mangrovové houštiny na slaných bažinách, jeho malebné dědiny černošské a hindustánské, jeho širé sady kakaovníkové, háje kokosníkové, pole cukrové třtiny a jiné kultury, město San Fernando, nad nímž se zvedá jako náš Řip zdáli nápadný zaoblený kopec Naparima Hill, i malé ukázky domorodých ptáků a původní vegetace. | “ |

Ostrov dlouhodobě obývali původní obyvatelé dvou kmenůː a Arawakové, kteří mu dali jméno. 31. července 1498 k ostrovu na své třetí výpravě Kryštof Kolumbus, který roku 1498 během své plavby do „Nového světa“ tento ostrov objevil a podle tří vecholů hor n obzoru pojmenoval La Trinidad (později interpretováno jako Nejsvětější Trojice[zdroj⁠?!]). Trinidad zůstal ve španělských rukou až do roku 1797, kdy se tu usadili Francouzi z blízkých kolonií, zejména z Martiniku, a přivezli z Afriky otroky.
V roce 1888 byly Trinidad a Tobago sloučeny do jedné korunní kolonie. V srpnu 1962 Trinidad a Tobago vyhlásily nezávislost na Britském impériu a v roce 1976 vyhlásili samostatnou republiku.

## Obyvatelstvo

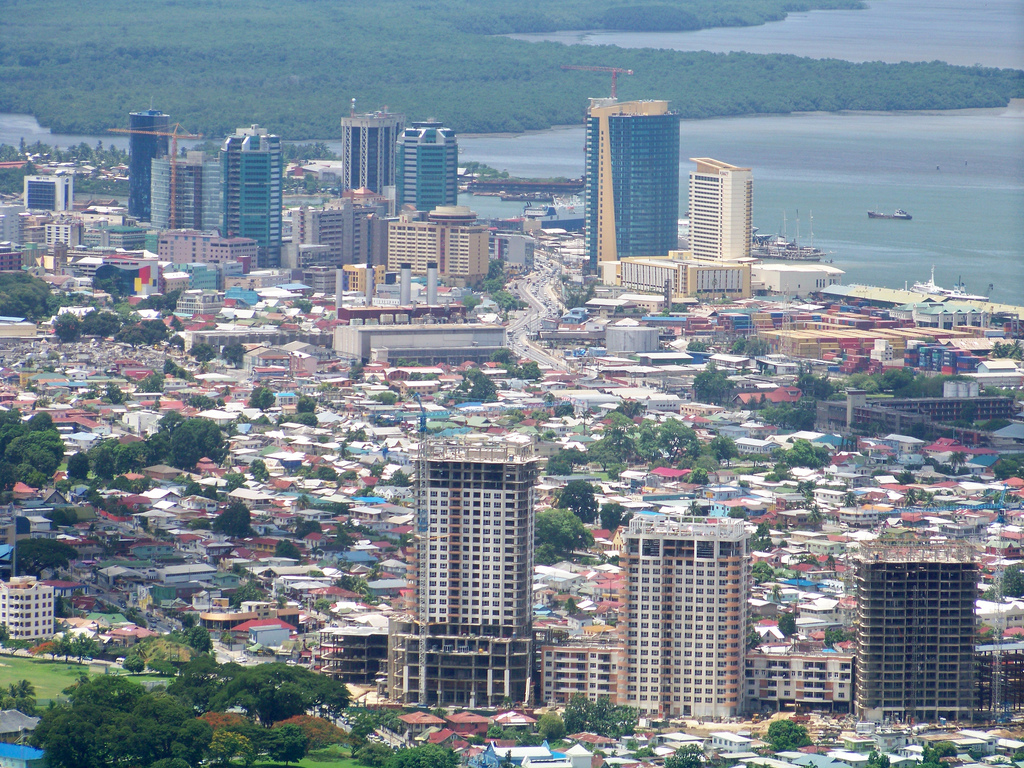
Panoramatický pohled na město Port of Spain

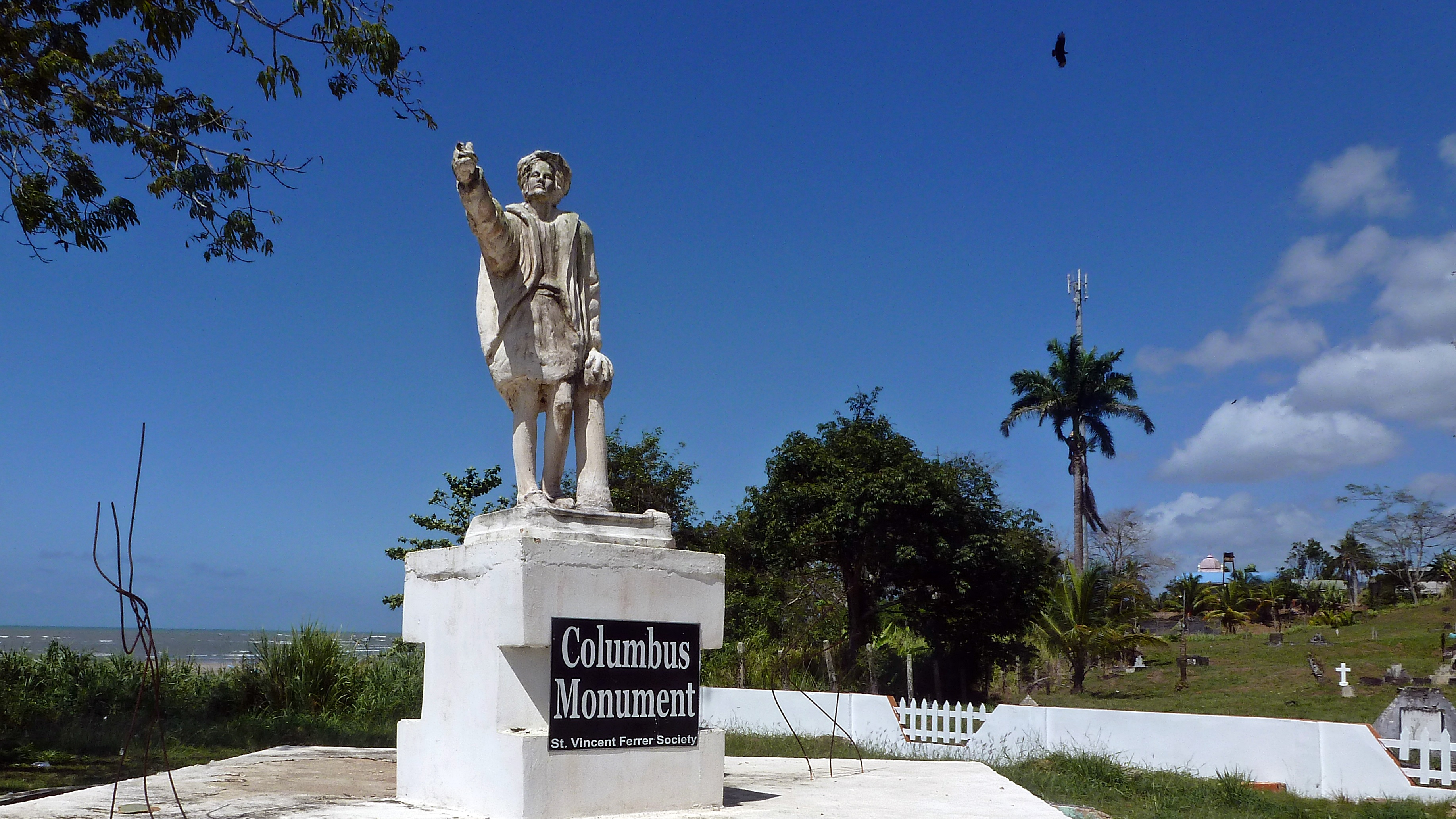
Pomník Kryštofa Kolumba, Moruga

Největším městem na ostrově je přístav Port of Spain, který se nachází na severozápadě ostrova.

## Ekonomika
Základem ekonomiky je od roku 1903 těžba a zpracování ropy (domácí i dovážené), zemního plynu a po roce 1950 zejména cestovní ruch. Chemie a petrochemie proměnily západní pobřeží Trinidadu v jednu z průmyslových zón Západní Indie. Trinidad je velkým vývozcem zkapalněného zemního plynu.

## Doprava
Ostrov má mezinárodní letiště. Nejstarší britská železnice Trinidad Government Railway, zavedená roku 1876, byla zrušena roku 1968. Od té doby je veřejná doprava na ostrově převážně autobusová. Mezi ostrovy funguje lodní doprava, také jako dálková.

## Kultura a umění
Trinidad je znám hudební kulturou bicích nástrojů, ocelových kotlů  s paličkami, ze skupiny idiofonů. 

## Kuchyně
Trinidad proslulː 
- Lovem a přípravou mořské ryby Atlantický tarpon (latinsky Megalops atlanticus), která v tropických a subtopických mořích dorůstá až délky 1,6 metru.
- Pěstováním extrémně pálivých papriček. Nejslavnější z nich je trinidadský škorpión z okresu Moruga, který patří k nejpálivějším chilli papričkám vůbec.

## Slavní rodáci
- Nicki Minaj, zpěvačka
- Hugo Dellien, profesionální tenista